# L'Homme en rouge
L'Homme en rouge (The Man in the red coat), publié en 2019, est un roman de l'écrivain anglais Julian Barnes.

## Résumé
Le texte, roman-enquête, se présente comme la biographie du médecin et chirurgien français Jean-Samuel Pozzi (1846-1918), pionnier de la gynécologie moderne, collectionneur et mécène, oublié.
Cette biographie couvre surtout la période de maturité et de la société mondaine, entre 1880 et 1910, à la Belle Époque, entre Londres et Paris, parmi de nombreuses personnalités des arts et de la littérature.

## Personnages
Tous les personnages ont historiques. La plupart sont également présents à partir de reproductions de photographies de collection, et pour certains de tableaux, dont Dr. Pozzi at Home (1881) de John Singer Sargent.
Les personnalités récurrentes sont :
- Edmond de Goncourt (1822-1896)
- Edmond de Polignac (1834-1901), et son épouse Winnaretta Singer (1865-1943)
- Adrien Proust (1834-1903), docteur en médecine, père de Marcel
- Henry James (1843-1916)
- Sarah Bernhardt (1844-1923)
- Samuel Pozzi (1846-1918), son épouse Thérèse Loth (-1932), et leurs trois enfants
- Joris-Karl Huysmans (1848-1907)
- Oscar Wilde (1854-1900)
- Jean Lorrain (1855-1906) et Jeanne Jacquemin (1863-1938)
- Robert de Montesquiou (1855-1921) et Gabriel de Yturri (1860-1905)
- John Singer Sargent (1856-1925)
- Emma Sedelmeyer Fischof (1862-1907), la plus sérieuse compagne de Pozzi
- Marcel Proust (1871-1922)
- Robert Proust (1873-1935), frère de Marcel et chirurgien assistant de Pozzi
- Catherine (1882-1934), fille de Samuel et Thérèse
  - et ses amours : Audrey Deacon (1885-1904)[1], Georgie Raoul-Duval (1866-1913), Édouard Bourdet (1887-1945), Paul Valéry (1871-1945)